# Gusztáv életre nevel
A Gusztáv életre nevel a Gusztáv című rajzfilmsorozat harmadik évadának huszonkettedik epizódja.

## Rövid tartalom
A pipogya Gusztáv rámenős felnőttet akar nevelni a fiából, s ez túl jól sikerül…

## Alkotók
- Rendezte: Dargay Attila
- Írta: Dargay Attila, Jankovics Marcell, Nepp József
- Zenéjét szerezte: Pethő Zsolt
- Operatőr: Klausz Alfréd
- Hangmérnök: Horváth Domonkos
- Vágó: Czipauer János
- Tervezte: Koltai Jenő
- Színes technika: Dobrányi Géza, Kun Irén
- Gyártásvezető: Kunz Román

Készítette a Pannónia Filmstúdió.